# Alan Torres
Alan Eduardo Torres Villanueva (ur. 19 lutego 2000 w Guadalajarze) – meksykański piłkarz występujący na pozycji defensywnego lub środkowego pomocnika, od 2024 roku zawodnik Mazatlán.